# 以色列—阿聯酋關係
以色列和阿拉伯联合酋长国于2020年8月13日正式建立关系，阿拉伯联合酋长国承认以色列为国家，两国建立了公共外交和经济关系。阿联酋成为繼埃及和约旦之后，阿拉伯国家中第三个（不計算有爭議的巴勒斯坦自治政府）与以色列关系正常化的国家。阿联酋允许以色列公民进入阿联酋，反之阿联酋公民也可以进入以色列。近年来，两国的非官方关系明显升温，双方在共同反对伊朗核计划和地区影响力的基础上开展了广泛的非官方合作。此外，由于COVID-19大流行，许多航空公司停止运营。
2015年，以色列在阿布扎比向国际可再生能源机构设立了一个官方外交使团。
2020年8月13日，以色列和阿联酋同意启动两国关系正常化。8月31日，兩國之間首條商業航班開通。

## 历史

### 伊朗问题
2009年美国总统奥巴马就职后，以色列和阿联酋驻美国大使在与即将上任的美国政府中东事务顾问举行的会议上共同呼吁，敦促美国对伊朗采取更强硬的立场。奥巴马在签署全面协议后取消了对伊朗的制裁。
2012年9月，以色列总理内塔尼亚胡在纽约会见了阿联酋外长阿卜杜拉·本·扎耶德·阿勒纳哈扬。虽然他们同意共同对抗伊朗的威胁，但阿联酋拒绝公开改善关系，除非巴以和平进程取得进展。
2015年，以色列驻美国大使罗恩·德尔默向阿联酋驻美大使优素福·奥泰巴通报了以色列反对联合全面行动计划的态度，并敦促阿联酋在反对该协议方面发挥更积极的作用。
在奥巴马第二个总统任期即将结束之际，美国情报机构获悉两国官员之间的电话通话，包括内塔尼亚胡与一名阿联酋高级领导人之间的通话，以及内塔尼亚胡与阿联酋领导人在塞浦路斯举行的会议，会议的重点是合作打击伊朗。
唐纳德·特朗普当选美国总统后，以色列和阿联酋都游说美国和俄罗斯恢复友好关系，以遏制伊朗对叙利亚的影响。
2017年6月，泄露的电子邮件显示，阿联酋和沙特阿拉伯与以色列合作对抗伊朗。为了“找到阻碍伊朗与世界各地大公司开展商业活动的途径”，阿联酋与保卫民主基金会建立了密切关系。保卫民主基金会是一个亲以色列的新保守主义智库，也因其对美国总统唐纳德·特朗普政府的影响力而闻名。
2017年7月，在阿联酋斡旋下，以色列情报部门与利比亚国民军司令哈利法·哈夫塔爾举行了会谈，以谈判以色列对哈夫塔尔部队的军事援助。利比亚国民军在第二次利比亞內戰中得到了阿联酋的支持。
2018年3月，内塔尼亚胡在华盛顿特区的一家餐厅会见了奥泰巴和巴林驻美国大使，讨论了伊朗问题。
2018年10月10日，德尔默和奥泰巴在美国犹太国家安全学院年度晚宴上同桌交谈。

### 以色列的访问
2010年1月16日,以色列国家基础设施部长尤兹朗道在阿布扎比参加了一个可再生能源会议。他是第一位访问阿布扎比的以色列部长。
2016年1月，以色列能源部长在阿布扎比国际可再生能源机构总部访问了阿联酋。
2018年9月，阿联酋在阿布扎比举行了以色列和土耳其官员秘密会谈，讨论恢复两国关系。
2019年4月，以色列宣布已受邀参加迪拜2020年世博会创新博览会。
2021年12月，以色列总理納夫塔利·貝內特会见阿布扎比王储，納夫塔利·貝內特也成為第一位访问阿联酋的犹太国家领导人。

### 体育赛事
阿联酋有拒绝以色列人入境的历史，包括体育方面的。然而，国际社会的压力导致运动员在国际比赛中获得豁免。此外，阿联酋运动员被禁止参加以色列的赛事，以及在任何情况下与以色列运动员比赛。
2010年2月20日，以色列网球运动员莎哈尔·皮尔被阿联酋拒绝签证，因此无法参加迪拜网球锦标赛。包括维纳斯·威廉姆斯在内的许多选手谴责了拒签的决定，国际女子网球协会主席拉里·斯科特说，他曾考虑取消比赛，但在咨询了皮尔之后没有这么做。比赛总监萨拉赫·塔拉克说，佩尔被拒绝参赛的理由是，她的出现可能会在阿拉伯国家激起愤怒，此前她已经在ASB的经典比赛中面对了关于加沙战争的抗议。国际女子网球协会表示，将对未来在迪拜举行的赛事进行评估。由于这一行动，美国网球频道决定不转播该赛事，《华尔街日报》也取消了对该赛事的赞助。2008年男子单打冠军安迪·罗迪克选择放弃他的冠军头衔，以及超过200万美元的奖金，以抗议阿联酋拒绝给皮尔签证。“我真的不同意那里发生的事情。我不知道把政治和体育结合起来是不是最好的做法，这绝大是不好的。”罗迪克说。
2017年10月，以色列柔道选手Tal Flicker在阿联酋赢得了国际柔道锦标赛的金牌，比赛中，官员们拒绝悬挂以色列国旗和演奏以色列国歌，而是播放国际柔道联合会(IJF)的官方音乐和悬挂IJF的标志。.阿联酋还禁止以色列运动员在队服上印有他们国家的标志，必须穿IJF的队服。Gili Cohen等其他选手也受到了类似的待遇。2018年10月，当以色列柔道选手萨吉·穆基在阿布扎比的柔道大赛中获得金牌时，阿联酋改变立场，允许展示以色列国旗并奏国歌，以色列文化体育部长Miri Regev也出席了此次活动。
2019年1月举行的2019亚足联亚洲杯是另一个转折点。自以色列被逐出亚洲足球联合会以来，阿联酋首次允许以色列电视频道Sport 5直接转播在该国举行的比赛。这被视为两国关系回暖的标志。Sport 5正式直播了阿联酋和巴林之间的揭幕战，并一直活跃到比赛结束。2019年3月，以色列运动员参加了在阿布扎比举行的2019年世界夏季特殊奥林匹克运动会。
2019年5月9日，以色列和阿联酋的第一场团队体育比赛在马恩岛国家体育中心举行的欧洲网球公开赛上举行。2019年11月，在阿布扎比举行的柔道世界锦标赛上，17岁的以色列选手阿隆·莱维夫(Alon Leviev)获得少年组金牌。在同一场比赛中，尼姆罗德·赖德(Nimrod Ryder)获得另一枚金牌，而Ronnie Nessimian、Meshi Rosenfeld和Roy Dagan获得其他奖牌。

## 2020年亚伯拉罕协定
8月13日，以色列和阿联酋在美国总统唐纳德·特朗普的斡旋下签署了一项协议。根据和平协议，以色列和阿联酋将建立全面外交关系，阿联酋将成为第三个承认以色列的阿拉伯国家。作为协议的一部分，以色列同意暂停吞并约旦河谷的计划。
8月29日，阿联酋总统宣布废除该国1972年颁布的抵制以色列的有关法案。
9月15日，两国在白宫签和平协议。这是以色列建国以来，第三份与阿拉伯国家达成的和平协议。

## 事件
2010年1月19日，卡桑旅的创立者Mahmoud al-Mabhouh在迪拜遭到暗杀，导致阿联酋呼吁通过国际刑警组织逮捕以色列摩萨德局长Meir Dagan。以色列既没有否认也没有证实与此事有关。迪拜警察局长塔米姆表示，所有被怀疑是以色列人的游客都不允许进入该国，即使他们持有外国护照。事件发生后，阿联酋提议通过一项协议来修复与以色列的秘密关系，即以色列将向阿联酋提供武装无人机，但这一提议遭到了以色列的拒绝，因为它担心这会引起美国的反对。

## 旅行
在阿联酋没有正式承认以色列时，阿联酋禁止以色列公民或被怀疑是以色列公民的人进入阿联酋，包括以色列护照持有人，但允许转机。但是，允许护照上有以色列印章或签证的第三方国民入境。以色列和阿联酋之间没有直飞航班，因此所有航班必须在第三个中立国(如约旦)停留，以色列飞机也不允许进入阿联酋领空。尽管阿联酋禁止其公民和飞机进入以色列，但这些限制在以色列并不适用。Mahbouh在迪拜被暗杀后，阿联酋加强了对以色列公民入境的限制，因为这件事被认为是以色列情报部门所为。2012年，澳洲航空与阿联酋航空达成了一项协议，让澳洲航空的航班在澳大利亚飞往欧洲的航班中停靠迪拜。有人担心，阿联酋的旅行限制将如何影响澳航的以色列国民或持以色列护照旅行的乘客，例如，如果这些乘客必须在迪拜过夜才能转机。澳航于2018年取消了该协议。
然而，在阿联酋有犹太侨民，也有拥有双重国籍的以色列人，他们以其他国家公民的身份在阿联酋居住、访问和工作。一些以色列公司通过第三方间接在阿联酋开展业务。
2020年6月，阿联酋阿提哈德航空公司在本古里安机场着陆，运送了一批医疗用品，帮助巴勒斯坦人应对COVID-19疫情。当月晚些时候，以色列宣布与阿联酋建立伙伴关系，在各自国家合作应对COVID-19大流行。

### 簽證

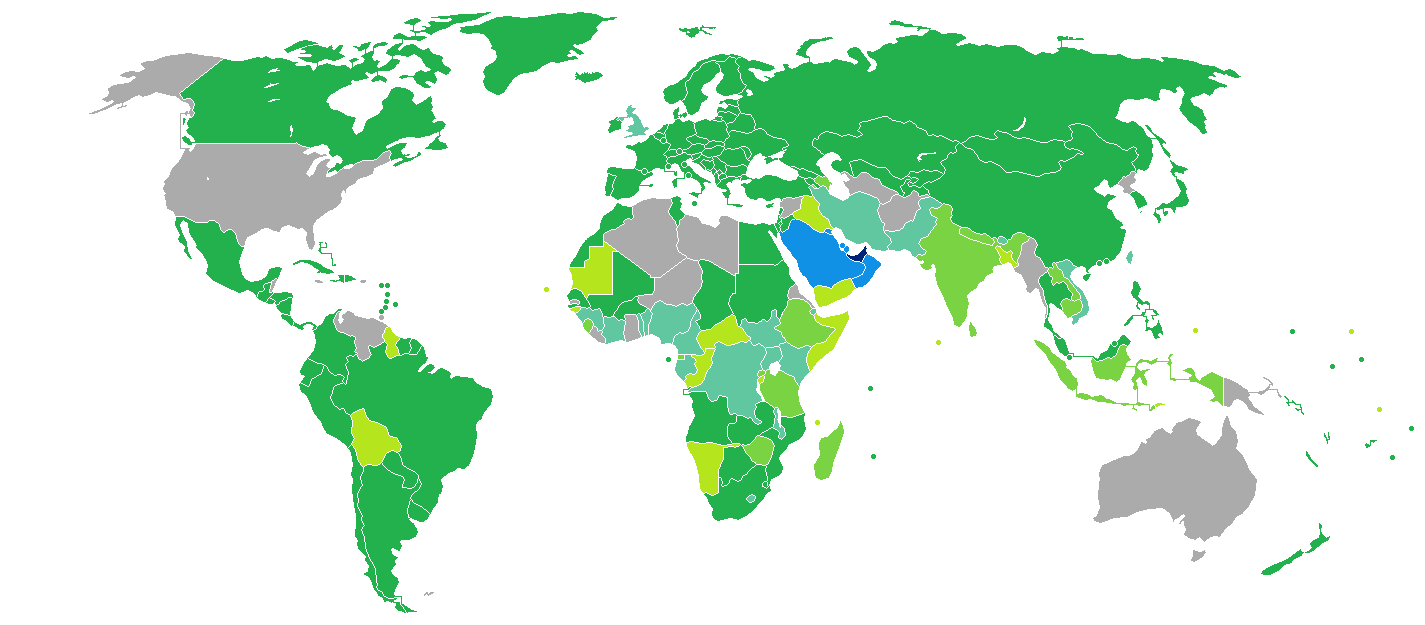
持阿拉伯聯合大公國護照的阿拉伯聯合大公國人口簽證要求分布圖：入境以色列可以免簽證。

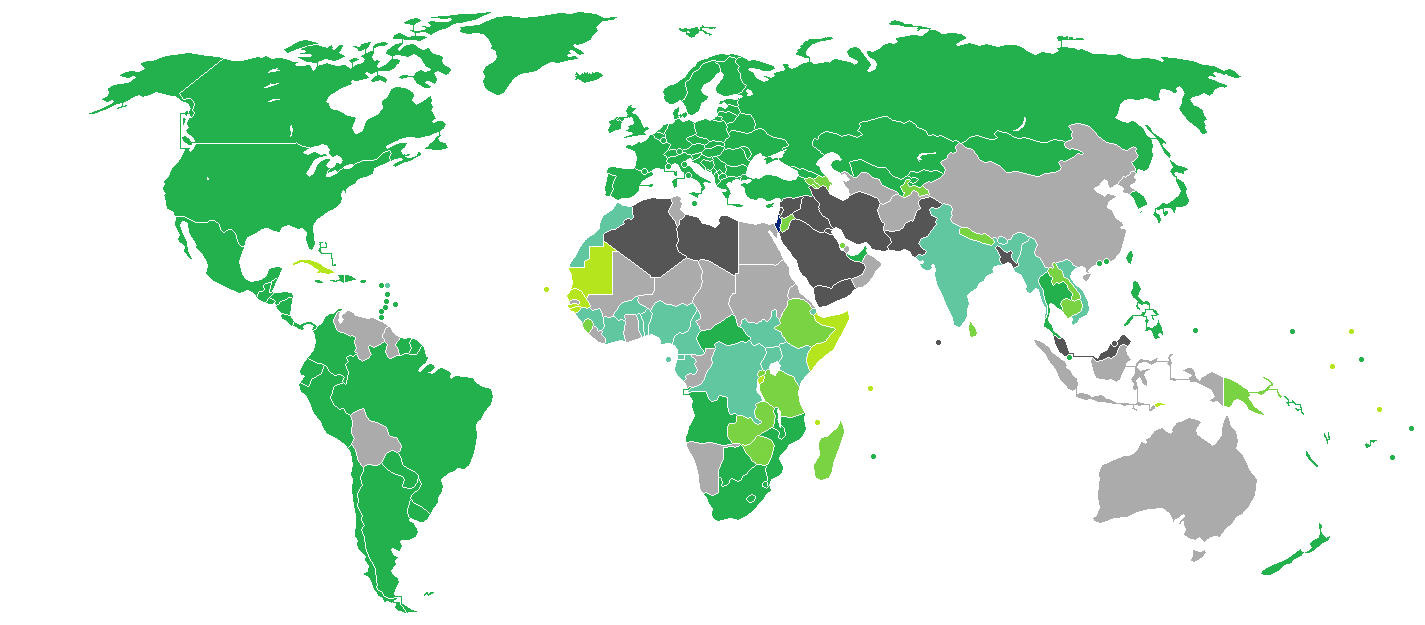
持以色列護照的以色列公民簽證要求分布圖：入境阿联酋可以免簽證。

以色列与阿联酋于2020年10月簽署互免簽證協議。自2021年7月起，持阿拉伯聯合大公國護照的阿聯公民可以免签证的方式入境以色列，停留不超过90天，从而使得阿联酋成为首个可以免签入境以色列的阿拉伯国家。
持有以色列護照的以色列公民也可以免簽證入境阿联酋，停留不超过90天。

## 军事
2016年8月，以色列空军和阿联酋空军的飞行员在美国内华达州与巴基斯坦和西班牙的飞行员一起参加了红旗联合训练。
2017年，以色列空军、阿联酋空军与美国、意大利、希腊空军在希腊举行联合演习，名为“伊尼奥俄斯2017”。另一场联合空中训练在2019年伊尼奥俄斯举行。
阿联酋和以色列积极参与埃及政府对抗西奈半岛叛乱。

## 医药
2020年7月，以色列航太工业和拉斐尔先进防御系统公司与阿联酋42集团科技公司签署协议，为COVID-19大流行提供“有效解决方案”。